# لوئیز باتل برس
لوئیز باتل برس (انگلیسی: Luis Batlle Berres؛ ۲۶ نوامبر ۱۸۹۷ – ۱۵ ژوئیه ۱۹۶۴) سیاستمدار و روزنامه‌نگار اهل اروگوئه بود. وی از ۲ اوت ۱۹۴۷ تا ۱ مارس ۱۹۵۱ رئیس‌جمهور این کشور بود.
لوئیز باتل برس در ۱۵ ژوئیه ۱۹۶۴، در سن ۶۶ سالگی بر اثر سکته مغزی درگذشت.